# Elliniki Gymnastiki Omospondia
Die Elliniki Gymnastiki Omospondia (griechisch Ελληνική Γυμναστική Ομοσπονδία, kurz ΕΓΟ bzw. EGO deutsch Griechischer Turnverband) ist der Dachverband für Turn- und Gymnastik-Vereine in Griechenland.
Der Turnverband ist Mitglied der Fédération Internationale de Gymnastique (FIG) und der Union Européenne de Gymnastique (UEG). Er ist zuständig sowohl für die Austragung nationaler und internationaler Wettbewerbe, die auf griechischem Boden stattfinden, als auch für griechische Gymnasten in Einzel- und Mannschaftswettbewerben, die Griechenland bei nationalen wie internationalen Wettbewerben vertreten.

## Zuständigkeit
Die EGO trägt Wettbewerbe für folgende Sportarten aus:
- Gerätturnen
- Rhythmische Sportgymnastik
- Trampolinturnen
- Sportakrobatik